# قانون نقل المواد الخطرة

أعضاء المعاهدة

الاتفاقية الأوروبية المؤرخة 30 سبتمبر 1957 بشأن النقل الدولي للبضائع الخطرة عن طريق البر ، هي معاهدة للأمم المتحدة لعام 1957 تنظم النقل الوطني للمواد الخطرة. مشتق "ADR" من الاسم الفرنسي للمعاهدة: A ccord EUROPEEN relatif أو نقل الدولي للmarchandises D angereuses الاسمية R oute). اعتبارًا من 1 يناير 2021، ستتم إعادة تسمية المعاهدة إلى اتفاقية بشأن النقل الدولي للبضائع الخطرة عن طريق البر حيث أن مصطلح «أوروبي» في الخطأ قد يعطي انطباعًا بأن المعاهدة مفتوحة فقط للانضمام إلى الدول الأوروبية.
اختتمت في جنيف في 30 سبتمبر 1957 تحت رعاية لجنة الأمم المتحدة الاقتصادية لأوروبا، ودخلت حيز التنفيذ في 29 يناير 1968. عُدِّل الاتفاق (الفقرة 3 من المادة 14) في مدينة نيويورك في 21 آب / أغسطس 1975، على الرغم من أن هذه التغييرات لم تدخل حيز التنفيذ إلا في 19 نيسان / أبريل 1985. دخل النقل الدولي للبضائع الخطرة عن طريق البر2011 المعدل الجديد حيز التنفيذ في 1 يناير 2011. تم تعديل الملحقين «أ» و «ب» وتحديثهما بانتظام منذ دخول اتفاقية قانون نقل المواد الخطرة حيز التنفيذ. وبالتالي، تم إدخال تعديلات موحدة منقحة على الوثيقة ECE / TRANS / 242، Vol. على التعديلات التي تدخل حيز التنفيذ في 1 يناير 2015 (حتى يونيو 2017). الأول والثاني. تنقيح آخر ينطبق من 1 يناير 2017 

## محتويات
الاتفاقية نفسها قصيرة وبسيطة، وأهم مقال لها هو المادة 2. تنص هذه المقالة على أنه باستثناء بعض المواد الخطرة بشكل استثنائي، يمكن بشكل عام نقل المواد الخطرة دوليًا في المركبات ذات العجلات، شريطة استيفاء مجموعتين من الشروط:
1. ينظم الملحق (أ) البضائع المعنية، لا سيما تغليفها وعلاماتها.
2. ينظم الملحق ب بناء المركبات واستخداماتها لنقل المواد الخطرة.

تتكون الملاحق من تسعة فصول، مع المحتويات التالية
1. أحكام عامة: المصطلحات والمتطلبات العامة
2. التصنيف: تصنيف البضائع الخطرة
3. قائمة البضائع الخطرة مرتبة حسب رقم الأمم المتحدة، مع الإشارة إلى المتطلبات المحددة الواردة في الفصول من 3 إلى 9 ؛ أحكام وإعفاءات خاصة تتعلق بالبضائع الخطرة المعبأة بكميات محدودة
4. أحكام التعبئة والتغليف والخزان
5. إجراءات الشحنة ووضع العلامات ووضع العلامات على الحاويات والمركبات.
6. بناء واختبار العبوات والحاويات السائبة الوسيطة والعبوات الكبيرة والصهاريج
7. شروط النقل والتحميل والتفريغ والمناولة
8. أطقم المركبات والمعدات والتشغيل والوثائق
9. بناء واعتماد المركبات

## فئات الخطر
فئات البضائع الخطرة حسب الإتفاقية الدولية لنقل البضائع الخطرة عن طريق البر هي كما يلي:
- صنف 1 مواد ومواد متفجرة
- الفئة 2 الغازات، بما في ذلك الغازات المضغوطة، المسالة، والمذابة تحت ضغط وأبخرة الغازات
  - الغازات القابلة للاشتعال (مثل البوتان والبروبان والأسيتيلين)
  - غير قابلة للاشتعال وغير سامة، من المحتمل أن تسبب الاختناق (مثل النيتروجين، CO 2) أو oxidisers (مثل الأكسجين)
  - سام (مثل الكلور والفوسجين)
- السوائل القابلة للاشتعال من الدرجة 3
- الصنف 4.1 المواد الصلبة القابلة للاشتعال، والمواد الذاتية التفاعل، والمتفجرات المحسنة الصلبة
- الصنف 4.2 المواد المعرضة للاحتراق التلقائي
- الصنف 4.3: المواد التي تبعث غازات قابلة للاشتعال عند تلامسها مع الماء
- صنف 5.1 المواد المؤكسدة
- الصنف 5.2 البيروكسيدات العضوية
- صنف 6.1 المواد السامة
- صنف 6.2 المواد المعدية
- مادة 7 المشعة
- الفئة 8 المواد المسببة للتآكل
- الصنف 9: مواد وسلع خطرة متنوعة

تم تعيين كل إدخال في فئات مختلفة 4 أرقام من أرقام الأمم المتحدة. لا يمكن عادةً استنتاج فئة الخطر لمادة ما من رقم الأمم المتحدة: يجب البحث عنها في جدول. الاستثناء من ذلك هو مواد الفئة 1 التي سيبدأ رقم الأمم المتحدة دائمًا برقم 0. انظر قائمة أرقام الأمم المتحدة.

## تصنيفات الأنفاق
حددت أمانة ADR نظام تصنيف للأنفاق الرئيسية في أوروبا. «يعتمد التصنيف [على] على افتراض أن هناك ثلاثة أخطار كبيرة في الأنفاق [قد] تسبب العديد من الضحايا أو أضرارا جسيمة في هيكل النفق.» تقع على عاتق كل سلطة وطنية تصنيف أنفاقها وفقًا لذلك. تتراوح الفئات من A (الأقل تقييدًا) إلى E (الأكثر تقييدًا). اعتبارًا من 2010 ، في المملكة المتحدة على سبيل المثال، كان الأقل تقييدًا هو النفق الذي يحمل A299 إلى ميناء رامسغيت، بينما كان الأكثر تقييدًا هو العديد من الأنفاق في شرق لندن، بما في ذلك نفق Limehouse Link ، ونفق Rotherhithe ، ونفق Blackwall والشرق نفق رابط قفص الاتهام في الهند.

## الرسوم التوضيحية ADR
تستند الرسوم البيانية ADR للمخاطر الكيميائية على الرسوم التوضيحية النقل GHS والرسوم التوضيحية النقل غير GHS 

1 متفجرات
2.1 الغازات القابلة للاشتعال
2.2 الغازات غير السامة وغير القابلة للاشتعال
2.3 الغازات السامة
3 سوائل قابلة للاشتعال
4.1 المواد الصلبة القابلة للاشتعال
4.2 احتراق تلقائي
4.3 خطير عندما تكون رطبة
5.1 المؤكسدات
5.2 البيروكسيدات العضوية
6.1 السم
6.2 المواد المعدية
7 المشعة
8 تآكل
9 مواد خطرة متنوعة
9A بطاريات ليثيوم أيون